# Isaac Del Toro
Isaac Del Toro Romero (Ensenada, 27 novembre 2003) è un ciclista su strada e ciclocrossista messicano, che corre per l'UAE Team Emirates XRG.
Professionista dal 2024, ha caratteristiche di passista-scalatore.

## Carriera

### 2023
Durante la stagione 2023 ha ottenuto i suoi primi risultati a livello internazionale. Nella categoria Under-23 ha gareggiato per il club A.R. Monex, una squadra di origine messicana con base a San Marino. Nella classifica giovani, a giugno è arrivato 2º alla Corsa della Pace Under-23 e un mese dopo 3º al Tour de Sibiu. Sempre a luglio, ha concluso 3º nella classifica generale del Giro della Valle d’Aosta.
Annunciato come uno dei favoriti per il Tour de l’Avenir, il 25 agosto ha vinto la sesta tappa sul Col de la Loze. È diventato il primo messicano nella storia a vincere la corsa e il primo corridore a vincere tutte le classifiche: generale, a punti, montagna e miglior giovane.

### 2024
Ad inizio anno partecipa alla People's Choice Classic, concludendo al terzo posto.
Nel suo secondo giorno da professionista, conquista la sua prima vittoria nel UCI WorldTour imponendosi nella 2ª tappa del Tour Down Under. Completa un'ottima prestazione classificandosi terzo nella classifica generale e vincendo la classifica dei giovani.
Partecipa anche alla 18ª edizione della Strade Bianche 2024, ma non la termina.
A febbraio partecipa alla UCI ProSeries 2024 alla Figueira Champions Classic, terminando al 37º posto, e pochi giorni dopo partecipa alla Volta ao Algarve, dove chiude al 45º posto, con la sua miglior prestazione nella cronometro individuale della quarta tappa, chiudendo 4º. Ottiene anche altri piazzamenti nella top 10 del UCI WorldTour 2024: 4º al Tirreno-Adriatico (2º nella classifica giovani) e 7º alla Vuelta al País Vasco (2º tra i giovani). Nel giro di Svizzera termina 13º. Partecipa alla 75ª edizione del Gran Premio Miguel Induráin, concludendo al 13º posto.
La sua prima vittoria in una corsa a tappe arriva ad aprile 2024, quando vince la Vuelta a Asturias, dove conquista anche la vittoria nella 1ª tappa e le classifiche a punti e dei giovani. Successivamente, termina 4º al GP Kanton Aargau e 6º al Giro della Romagna.
Alla Vuelta di Spagna, chiude due tappe nella top 10 (9º nella 6ª e 6º nella 16ª tappa) e conclude 36º nella classifica generale e 6º tra i giovani. 
Chiude al 12º posto la cronometro individuale Under 23 del Campionato Mondiale di Ciclismo su Strada a Zurigo, Svizzera. Quattro giorni dopo conclude 6º nella prova in linea.

### 2025: la vittoria della maglia bianca al Giro d'Italia
Il 15 Febbraio, nella sua prima corsa dell’anno, termina 7º alla 45ª edizione della Vuelta Ciclista Región de Murcia. Due giorni dopo, alla IV Clásica Jaén Paraíso Interior 2025, conquista il 2º posto a 31" dal vincitore Michał Kwiatkowski.
Il 1º Marzo partecipa alla Classic Sud Ardèche classificandosi 34º, e il giorno seguente alla La Drôme Classic dove conclude al 31º posto. È nuovamente convocato per la 19ª edizione della Strade Bianche, tagliando il traguardo in 33ª posizione, e contribuendo alla vittoria del suo compagno Tadej Pogačar. Conclude in 19ª posizione (6º tra i giovani) la Tirreno-Adriatico 2025.
Il 19 Marzo trionfa nella 106ª edizione della Milano-Torino, la classica di un giorno più antica del calendario ciclistico. Del Toro è il ciclista più giovane e il primo messicano nella storia a vincere questa corsa. Tre giorni dopo partecipa alla Milano-Sanremo 2025, dove chiude al 13º posto.
Ad Aprile, partecipa alla Vuelta al País Vasco lavorando come gregario per il compagno João Almeida, vincitore della corsa.
Successivamente partecipa al Giro d'Italia. Il 18 Maggio 2025, dopo una fuga a 15 chilometri dall’arrivo, conclude al 2° posto nella 9ª tappa del Giro d’Italia (da Gubbio a Siena), arrivando con Wout Van Aert. Con questo piazzamento conquista la maglia rosa e diventa il leader della corsa, il primo messicano nella storia a guidare una delle grandi corse a tappe.
Chiude la 13ª tappa (Rovigo > Vicenza (Monte Berico)) al 3° posto, alle spalle del vincitore Mads Pedersen e del belga Wout Van Aert, guadagnando altri 9" sui rivali. Rinforza la sua maglia rosa al termine della 15ª tappa vinta da Carlos Verona, guadagnando 1'30" su Primož Roglič. Va in crisi durante la 16ª tappa con arrivo a Brentonico, riuscendo a salvare la maglia rosa.
Vince la 17ª tappa con arrivo a Bormio, allungando su Carapaz e Simon Yates, mentre si piazza al 2° posto al termine della 19ª frazione con arrivo a Champoluc alle spalle del vincitore Nicolas Prodhomme. Perde la maglia rosa a favore di Simon Yates al termine della 20ª tappa, vinta da Chris Harper. Vince comunque la maglia bianca, riservata al miglior giovane.

## Palmarès

### Strada
- 2023 (A.R. Monex Pro Cycling Team, due vittorie)

6ª tappa Tour de l'Avenir (Méribel > Col de la Loze)
Classifica generale Tour de l'Avenir
- 2024 (UAE Team Emirates, tre vittorie)

2ª tappa Tour Down Under (Norwood > Lobethal)
1ª tappa Vuelta a Asturias (Oviedo > Pola de Lena)
Classifica generale Vuelta a Asturias
- 2025 (UAE Team Emirates XRG, nove vittorie)

Milano-Torino
17ª tappa Giro d'Italia (San Michele all'Adige > Bormio)
2ª tappa Giro d'Austria (Bischofshofen > St. Johann Alpendorf)
3ª tappa Giro d'Austria (Salisburgo/Hellbrunn > Salisburgo/Gaisberg)
4ª tappa Giro d'Austria (Innsbruck > Kühtai)
Classifica generale Giro d'Austria
Clàssica Terres de l'Ebre
Circuito de Getxo
Classifica generale Vuelta a Burgos

#### Altri successi
- 2023 (A.R. Monex Pro Cycling Team)

Classifica giovani Tour de l'Avenir
Classifica a punti Tour de l'Avenir
Classifica scalatori Tour de l'Avenir
- 2024 (UAE Team Emirates)

Classifica giovani Tour Down Under
Classifica giovani Vuelta a Asturias
Classifica a punti Vuelta a Asturias
- 2025 (UAE Team Emirates XRG)

Classifica giovani Giro dei Paesi Baschi
Classifica giovani Giro d'Italia
Cycling Stars Criterium (Pieve di Soligo, gara individuale)
Classifica a punti Giro d'Austria
Classifica giovani Giro d'Austria
Classifica giovani Vuelta a Burgos

## Piazzamenti

### Grandi Giri
- Giro d'Italia

2025: 2º
- Vuelta a España

2024: 36º

### Classiche monumento
- Milano-Sanremo

2024: 73º
2025: 13º

### Competizioni mondiali
- Campionati del mondo su strada

Fiandre 2021 - Cronometro Junior: 59º
Fiandre 2021 - In linea Junior: 79º
Zurigo 2024 - Cronometro Under-23: 12º
Zurigo 2024 - In linea Under-23: 6º
- Campionati del mondo di ciclocross

Fayetteville 2022 - Under-23: 20º